# Se Norge
Se Norge är en norsk svartvit stumfilm (dokumentär) från 1929. Filmen regisserades av Gustav Lund och skildrar större städer i Norge. Den hade premiär den 11 februari 1929.